# Copris sphaeropterus
Copris sphaeropterus är en skalbaggsart som beskrevs av Edgar von Harold 1877. Copris sphaeropterus ingår i släktet Copris och familjen bladhorningar. Inga underarter finns listade i Catalogue of Life.